# Mad Monster Party?
Pour plus de détails, voir Fiche technique et Distribution.
Mad Monster Party? est un film américain animé en volume réalisé par Jules Bass, sorti en 1967. Un prequel sera tourné en 1972 sous le titre de Mad Mad Mad Monsters.

## Synopsis
Le docteur Frankenstein veut se retirer de sa branche. Il est fatigué de créer des monstres. Il réunit donc une convention peuplée de personnages assez étranges pour élire son successeur.

## Fiche technique
- Titre français : Mad Monster Party?
- Réalisation : Jules Bass
- Scénario : Arthur Rankin Jr., Len Korobkin et Harvey Kurtzman
- Photographie : Tadahito Mochinaga
- Musique : Maury Laws
- Pays d'origine : États-Unis
- Format : Couleurs - 1,37:1 - Mono
- Genre : animation, comédie horrifique, comédie musicale
- Durée : 94 minutes
- Date de sortie : 1967

## Distribution (voix)
- Boris Karloff : Baron Boris von Frankenstein
- Allen Swift : Felix Flankin / Yetch / Dracula / L'homme invisible / Dr. Jekyll / Mr. Hyde / Chef Machiavelli / Captain / Premier matelot / Mr. Kronkite / Facteur / Le monstre
- Gale Garnett : Francesca
- Phyllis Diller : La fiancée du monstre
- Ethel Ennis : Chanteuse de la chanson d'ouverture